# Суха Бескидзка
Су̀ха Бескѝдзка (на полски: Sucha Beskidzka) е град в Южна Полша, Малополско войводство. Административен център е на Сухски окръг. Обособен е в самостоятелна градска община с площ 27,65 км2.

## География
Градът е разположен край реките Стръшавка и Скава в историческия регион Малополша.

## Население
Според данни от полската Централна статистическа служба, към 1 януари 2014 г. населението на града възлиза на 9 485 души. Гъстотата е 343 души/км2.

## Личности

### Родени в града
- Били Уайлдър (р. 1906), американски режисьор

## Фотогалерия
- Замъкът в града
- Паметна плоча с барелеф на Йозеф Пилсудски
- Карта на града от 1844 г.